# Resolució 995 del Consell de Seguretat de les Nacions Unides
La Resolució 995 del Consell de Seguretat de les Nacions Unides, adoptada per unanimitat el 26 de maig de 1995, després de recordar les resolucions 621 (1988), 658 (1990), i 690 (1991), 725 (1991), 809 (1993), 907 (1994) i 973 (1995), el Consell distribueix una Missió al Sàhara Occidental i prorroga el mandat de Missió de Nacions Unides pel Referèndum al Sàhara Occidental (MINURSO) fins al 30 de juny de 1995.
El Consell de Seguretat era determinat a mantenir un referèndum d'autodeterminació lliure, just i imparcial pel poble del Sàhara Occidental d'acord amb el Pla de Regularització. Es va elogiar el progrés en la identificació dels possibles votants, però hi havia algunes pràctiques que obstaculitzaven els esforços de la MINURSO. En aquest context, es va decidir enviar una missió a la zona per tal d'accelerar el procés. Es podria considerar una extensió de la MINURSO.